# Laevapex fuscus
Laevapex fuscus е вид коремоного от семейство Planorbidae.

## Разпространение
Видът е разпространен в Канада (Квебек и Онтарио), Пуерто Рико (Наваса), САЩ (Айова, Алабама, Арканзас, Вирджиния, Върмонт, Делауеър, Джорджия, Западна Вирджиния, Илинойс, Индиана, Канзас, Кентъки, Кънектикът, Луизиана, Масачузетс, Мериленд, Минесота, Мисури, Ню Джърси, Ню Йорк, Оклахома, Охайо, Пенсилвания, Род Айлънд, Северна Каролина, Тексас, Тенеси, Уисконсин, Флорида и Южна Каролина) и Ямайка.